# Slims River
Slims River är ett vattendrag i Kanada.   Det ligger i territoriet Yukon, i den västra delen av landet, 4 300 km väster om huvudstaden Ottawa.
Omgivningarna runt Slims River är i huvudsak ett öppet busklandskap. Trakten runt Slims River är nära nog obefolkad, med mindre än två invånare per kvadratkilometer.